# Entre elles
Entre elles (títol original en francès, Faut pas lui dire) és una pel·lícula de comèdia francobelga del 2016 dirigida i escrita per Solange Cicurel. Va obtenir dues nominacions als 8ns premis Magritte, i va guanyar la categoria a la millor primera pel·lícula. S'ha doblat al català.

## Sinopsi
La Laura, l'Eve, l'Anouch i la Yaël són quatre cosines molt diferents amb una cosa en comú: menteixen sempre per amor. Per això, quan les tres primeres descobreixen abans del casament de la quarta que el seu aparentment perfecte promès l'enganya, decideixen no dir-li.

## Repartiment
- Jenifer Bartoli com a Laura Brunel
- Camille Chamoux com a Eve Brunel
- Tania Garbarski com a Anouch
- Stéphanie Crayencour com a Yaël
- Arié Elmaleh com a Maxime Leclercq
- Laurent Capelluto com a Daniel Kantarian
- Fabrizio Rongione com Alain Grégoire
- Charlie Dupont com a Jonathan Levi
- Clément Manuel com a Stéphane Jonet
- Benjamin Bellecour com a Ben
- Stéphane Debac com a David
- Brigitte Fossey